# Die Schimmelreiter
Die Schimmelreiter ist ein 2008 gedrehter deutscher Spielfilm von Lars Jessen. Die Hauptrollen spielen Axel Prahl als Tilmann Koch und Peter Jordan als Lebensmittelkontrolleur Fuchs.

## Handlung
Fuchs ist ein Lebensmittelkontrolleur, der in seinem Beruf voll aufgeht. Kein Restaurant ist vor seinen Prüfungen sicher. Sein größter Wunsch ist seine Beförderung aus dem provinziellen Dithmarschen in die Großstadt Hamburg. Um dies zu erreichen, nimmt Fuchs eines Tages den gestrandeten Bruder des Chefs der Hamburger Lebensmittelkontrolle Tilmann bei sich auf. Tilmann ist ein zynischer, egoistischer und rücksichtsloser Mensch, der ohne Rücksicht seinen eigenen Vorteil sucht. Als Tilmann darauf besteht, Fuchs bei dessen letzter Kontrollrunde in der Region zu begleiten, gerät die Situation zusehends außer Kontrolle, insbesondere weil Tilmann die von ihm verhängten Geldbußen in die eigene Tasche steckt.

## Produktion
Der Film wurde von Elke Peters (Neue Mira Filmproduktion GmbH (Bremen)) in Co-Produktion mit dem Norddeutschen Rundfunk (NDR) unter der Produktionsleitung von Eckart Lippens produziert. Die Dreharbeiten fanden von Januar 2008 bis zum 17. Februar 2008 in Dithmarschen und Hamburg statt. Die Uraufführung erfolgte am 28. September 2008 im Rahmen des Filmfestes Hamburg.

## Filmförderung
Der Film wurde von folgenden Institutionen gefördert:
- FilmFörderung Hamburg GmbH (Hamburg)
- MSH – Gesellschaft zur Förderung der audiovisuellen Werke in Schleswig-Holstein mbH (Lübeck)
- Beauftragter der Bundesregierung für Kultur und Medien (Berlin)
- Filmförderungsanstalt (FFA) (Berlin)
- Kulturelle Filmförderung Schleswig-Holstein e.V. (Lübeck)
- Filmwerkstatt Schleswig-Holstein (Kiel)

## Rezeption
Obwohl die Kritik dem Film gute Ansätze attestierte, war sie insgesamt wenig überzeugt: Alexandra Wach vom Film Dienst schrieb: „Kein großes Kino, aber ein vorbildliches kleines Road Movie, das genau den Grenzbereich zwischen Genrekonvention und regionalem Bezug findet, in dem eine von den Amerikanern hundertfach erzählte Geschichte erst wieder interessant wird.“